# Ball de Diables de Ribes Colla Jove
El Ball de Diables de Ribes Colla Jove és un ball popular d'arrel tradicional que té els seus orígens en la Festa Major de Sant Pau de 1992.
La Colla Jove té els seus orígens en els Diables Petits de Ribes l'any 2002. Des del 1992, aquella generació de diables i timbalers puja de manera conjunta i ininterrompuda com un sol grup. Primer, formant part de la colla ja existent dels Diables Petits de Ribes (1992-1995). Després, creant els Diables Mitjans de Ribes (1995-2002). I finalment, quan la majoria dels seus membres ja han assolit la majoria d'edat, constituint els Diables de Ribes Colla Jove (2002-2016). Esdevenien així en la segona colla adulta de Ribes.
Per la Festa Major de Sant Pau de 2017, coincidint amb el 25è aniversari dels seus orígens, la colla actualitza el seu nom a Ball de Diables de Ribes Colla Jove i en canvia l'escut identificatiu. Durant tot aquell any, també realitza diferents accions per commemorar l'efemèride, com ara la redacció de la separata 25 anys jugant amb foc, la representació del primer acte sacramental de la colla, l'estrena de nous vestits o la creació de la Foguerada (l'espectacle que culmina el Correfoc ribetà) i del Correfoc de Llegenda (que se celebra un cop cada 5 anys per celebrar els aniversaris de la Colla Jove, la Colla Gran i el Drac de tres Caps).
La Colla Jove participa cada any en totes les cercaviles adultes de la Festa Major de Sant Pau (24 i 25 de gener) i de la Festa Major de Sant Pere (28 i 29 de juny). A part, també és participant i coorganitzadora del Correfoc de Ribes (el dissabte abans de Sant Pau), de la Timbalada de Ribes (pels volts de Sant Pere) i del Correfoc de Llegenda (pels volts de Sant Pere un cop cada cinc anys). La colla també realitza visites a centres educatius i sanitaris del poble en els dies previs a les dues festes majors i els seus timbalers també participen en la Cavalcada de Reis de Ribes. Hi ha hagut anys en què també ha actuat a la Festa Major de Sant Jaume (dissabte més proper al 25 de juliol) a Puigmoltó.
La primera referència datada de la representació del ball de diables a Ribes apareix al dietari de Josep Bertran i Miret, un ribetà que l'any 1882 va deixar escrites unes paraules (...baile de diablos i bastons recorren las calles...) que, a l'espera de trobar una hipotètica documentació més antiga, marquen l'actual punt de partida de totes les generacions posteriors de diables ribetans.
La documentació recopilada fins ara només permet afirmar que Ribes va gaudir de la presència intermitent de diables per Sant Pau de 1882, Sant Pere de 1890, Sant Pau de 1913 i 1916, i Sant Pere de 1922 i 1929. Unes participacions en què els diables no només es limitaven a tirar coets en les cercaviles i les visites a les masies del poble, sinó que ja representaven una petita trama teatral que escenificava la lluita entre el bé i el mal (l'acte sacramental), la qual cosa fa preveure que també hi havia un acompanyament musical en forma de timbaler.
Per Sant Pere de 1951, dos anys després de la presència del Ball de Diables de Vilanova a la Festa Major d'estiu, el ball de diables tornar a tenir presència a Ribes gràcies a la implicació d'un grup de joves del poble. Des d'aquella data, Ribes pot presumir d'haver tret al carrer, almenys una vegada a l'any, una colla de diables que reciti versos satírics i que vagi acompanyada per, com a mínim, un timbaler.